# Episodi di Supernatural (terza stagione)

Logo della terza stagione

La terza stagione della serie televisiva Supernatural è stata trasmessa in prima visione negli Stati Uniti da The CW dal 4 ottobre 2007 al 15 maggio 2008.
In Italia la stagione è andata in onda su Rai 2 dal 21 luglio all'8 settembre 2009.
Gli antagonisti principali della stagione sono Lilith e Bela Talbot.
| nº | Titolo originale              | Titolo italiano               | Prima TV USA     | Prima TV Italia   |
| -- | ----------------------------- | ----------------------------- | ---------------- | ----------------- |
| 1  | The Magnificent Seven         | I magnifici sette             | 4 ottobre 2007   | 21 luglio 2009    |
| 2  | The Kids Are Alright          | Il mistero di Morning Hill    | 11 ottobre 2007  | 21 luglio 2009    |
| 3  | Bad Day at Black Rock         | Scatole maledette             | 18 ottobre 2007  | 28 luglio 2009    |
| 4  | Sin City                      | Sin City                      | 25 ottobre 2007  | 28 luglio 2009    |
| 5  | Bedtime Stories               | Favole assassine              | 1º novembre 2007 | 4 agosto 2009     |
| 6  | Red Sky at Morning            | La nave fantasma              | 8 novembre 2007  | 4 agosto 2009     |
| 7  | Fresh Blood                   | La notte dei vampiri          | 15 novembre 2007 | 11 agosto 2009    |
| 8  | A Very Supernatural Christmas | A very Supernatural Christmas | 13 dicembre 2007 | 11 agosto 2009    |
| 9  | Malleus Maleficarum           | Malleus maleficarum           | 31 gennaio 2008  | 18 agosto 2009    |
| 10 | Dream a Little Dream of Me    | La spirale dei sogni          | 7 febbraio 2008  | 18 agosto 2009    |
| 11 | Mystery Spot                  | Un martedì infernale          | 14 febbraio 2008 | 25 agosto 2009    |
| 12 | Jus in Bello                  | Le leggi della guerra         | 21 febbraio 2008 | 25 agosto 2009    |
| 13 | Ghostfacers                   | Ghostfacers                   | 24 aprile 2008   | 1º settembre 2009 |
| 14 | Long Distance Call            | Telefonate dall'aldilà        | 1º maggio 2008   | 1º settembre 2009 |
| 15 | Time Is on My Side            | La formula dell'immortalità   | 8 maggio 2008    | 8 settembre 2009  |
| 16 | No Rest for the Wicked        | Non c'è pace per il maligno   | 15 maggio 2008   | 8 settembre 2009  |

## I magnifici sette
- Titolo originale: The Magnificent Seven
- Diretto da: Kim Manners
- Scritto da: Eric Kripke

### Trama
Bobby Singer informa i fratelli Winchester di un avvistamento soprannaturale in Nebraska, che si rivela essere una manifestazione demoniaca dei Sette Peccati Capitali. Durante le indagini, incontrano Isaac e Tamara, una coppia di cacciatori marito e moglie. Isaac e Tamara rintracciano e seguono uno dei demoni fino a un bar dove tutti gli avventori sono posseduti dal demonio e Isaac muore dopo essere stato costretto a bere detersivo. Bobby e i Winchester si schiantano con la loro auto contro l'edificio, rapiscono Envy e se ne vanno con Tamara, però più tardi quella notte, gli altri Peccati li rintracciano. Durante la colluttazione, una misteriosa bionda di nome Ruby salva Sam e uccide tre demoni prima di andarsene e il resto dei Peccati viene esorcizzato.
- Supernatural Legend: Sette vizi capitali, Demoni
- Guest star: Jim Beaver (Bobby Singer), Katie Cassidy (Ruby), Peter Macon (Isaac), Caroline Chikezie (Tamara), Josh Daugherty (Walter Rosen/demone dell'Invidia)
- Altri interpreti: Katya Virshilas (demone della Lussuria), Ben Cotton (demone della Superbia), Tiara Sorensen (demone dell'Avarizia), Gardiner Millar (demone dell'Ira), Michael J Rogers (demone della Gola), C. Ernest Harth (demone dell'Accidia).
- Musiche: Hells Bells (AC/DC), You're Ain't Seen Nothing Yet (Bachman-Turner Overdrive), I Shall Not Be Moved (Johnny Cash), Mean Little Town (Howling Diablos), I Will Not Be Moved (Charlie Patton)

## Il mistero di Morning Hill
- Titolo originale: The Kids Are Alright
- Diretto da: Phil Sgriccia
- Scritto da: Sera Gamble

### Trama
Dean legge di una morte a Cicero, nell'Indiana, dove un uomo è stato spinto su una sega elettrica. All'arrivo in città, Dean va a trovare l'ex amante Lisa Braeden,mentre Ruby fa visita a Sam in una tavola calda e lo informa che è successo qualcosa a tutti gli amici di sua madre. Dean chiama Sam e gli rivela che altri quattro "incidenti" si sono verificati nel quartiere di Lisa. Mentre aiuta Ben, il figlio di Lisa, ad affrontare un bullo, Dean sospetta che Ben possa essere suo figlio. Sam indaga su uno degli incidenti e nota che il figlio della vittima si comporta in modo strano, oltre al fatto che anche un segno sul collo della madre attira la sua attenzione. Sam sospetta che il bambino sia un changeling. I fratelli scoprono che la madre changeling sta usando una casa vuota come base e che all'interno si trovano diversi bambini, tra cui Ben, in gabbia. Sam e Dean uccidono la madre mutaforma provocando la morte di tutti gli altri changeling che esplodono in fiamme dopo la sua morte. I veri bambini vengono restituiti e Dean spiega tutto a Lisa. Lisa dice a un deluso Dean che Ben non è suo figlio.
- Supernatural Legend: Demoni, Changeling
- Guest star: Cindy Sampson (Lisa Breaden), Nicholas Elias (Ben), Kathleen Munroe (mamma di Katie), Margot Berner (Katie Keel).
- Altri interpreti: Todd Thomson (Richard Keel), Susie Wickstead (Annette Doolitle), Desiree Zurowski (agente immobiliare/changeling madre), Michelle Grigor (Dakota), Megan Bowes (mamma di Dakota).
- Musiche: 40,000 Miles (Goodnight City).

## Scatole maledette
- Titolo originale: Bad Day at Black Rock
- Diretto da: Robert Singer
- Scritto da: Bed Edlund

### Trama
Kubrick fa visita al collega cacciatore Gordon Walker in prigione, e gli viene detto che Sam deve morire a causa della sua natura non umana. Altrove, i fratelli recuperano una zampa di coniglio rubata da uno dei magazzini di loro padre, solo per perderla di nuovo poco dopo. Bobby li informa che il piede è maledetto. Chiunque la tocchi ha buona fortuna, ma morirà entro una settimana se la zampa viene persa. Sam e Dean scoprono che i ladri sono stati assoldati da una donna di nome Bela Talbot, che ruba oggetti soprannaturali a scopo di lucro. Dean recupera il piede dall'appartamento di Bela nel Queens. Kubrick rintraccia Sam e si prepara a ucciderlo, ma Dean lo salva. Bela chiede per sé la zampa di coniglio, e Dean la inganna in una maledizione, costringendola a permettere la distruzione dell'amuleto.
- Supernatural Legend: hoodoo
- Guest star: Jim Beaver (Bobby Singer), Sterling K. Brown (Gordon Walker), Lauren Cohan (Bela Talbot), Michael Massee (Kubrick), Jon Van Ness (Creedy).
- Altri interpreti: Christian Tessier (Wayne), Hrothgar Mathews(Grossman), Forbes Angus (Foster).
- Musiche: Women's Wear (Daniel May), Vaya con Dios (Les Paul e Mary Ford)

## Sin City
- Titolo originale: Sin City
- Diretto da: Charles Beeson
- Scritto da: Robert Singer e Jeremy Carver

### Trama
Alcuni presagi e due morti insolite portano i fratelli a Elizabethville, Ohio, una città un tempo sonnolenta che è stata trasformata in un paradiso per giocatori d'azzardo e bevitori. Un cacciatore di nome Richie li porta in un bar locale per indagare sul suo proprietario. Scoppia una rissa e il barista, Casey, usa un diversivo per attirare Richie e ucciderlo. Dean localizza il demoniaco Casey e inizia un esorcismo, ma Casey distrugge il libro e telecineticamente fa crollare l'ingresso del seminterrato. Casey rivela che il suo mondo è allo sbando dopo la morte del demone Azazel e il fallimento di Sam nel sostituirlo come leader. Con l'aiuto del prete locale, Padre Gil, Sam li trova proprio mentre arriva Bobby. Padre Gil, anche lui posseduto, irrompe nel seminterrato e libera la sua amante Casey, cercando poi di uccidere Dean. Sam interviene e uccide entrambi i demoni con la Colt.
- Supernatural Legend: Possessione demoniaca
- Guest star: Katie Cassidy (Ruby), Jim Beaver (Bobby Singer), Martin Papazian (Ritchie), Sasha Barrese (Casey), Robert Curtis Brown (Padre Jil).
- Altri interpreti: Richard Keats (Andy Johnson), Don S Davis (Trotter), Matthew Harrison (Reggie), Gregory Bennett (poliziotto), Julia Benson (prostituta).
- Musiche: Run Through the Jungle (Creedence Clearwater Revival), Bad Seed (Brimstone Howl), Nikki (Sasquatch), Did You See It (Mother Superior), Fool for Loving You (Whitesnake)

## Favole assassine
- Titolo originale: Bedtime Stories
- Diretto da: Mike Rohl
- Scritto da: Cathryn Humphris

### Trama
A Maple Springs, New York, lo spirito vendicativo di una giovane ragazza provoca una serie di incidenti violenti che assomigliano stranamente alle fiabe. La ragazza, Callie, è in coma da anni e suo padre, il dottor Garrison, le legge alcune fiabe. Sam e Dean credono che sia stata avvelenata dalla sua matrigna come in Biancaneve e ha dato vita alle fiabe nel tentativo di attirare l'attenzione sul crimine. Intanto un'anziana donna viene portata in ospedale e dice che sua nipote è stata rapita come in Cappuccetto Rosso. Sam spiega la situazione al dottor Garrison, che non riesce a credere che sua moglie abbia fatto una cosa del genere, ma lo spirito di Callie appare e conferma le affermazioni di Sam. Callie muore e il suo spirito va avanti, liberando il rapitore dal suo controllo. Più tardi quella notte, Sam fa visita al Demone del Crocevia, che si rifiuta di rivelare il nome del demone che può liberare Dean dal suo patto e Sam per vendetta la uccide.
- Supernatural Legend: Spiriti
- Guest star: Christopher Cousins (Dr. Garrison), Sandy McCoy (demone dell'incrocio).
- Altri interpreti: Michael Coleman (Jack), Chris Cochrane (Emmett), Malcom Scott (Kyle), Tracy Froese (Callie Garrison), Ava Hughes (Callie da bambina), Patrick Gilmore (Ken Watson), Kimberly Warnat (Julie Watson), Tracy Spiridakos (infermiera), Mary Black (nonna), Victoria Duffield (Cenerentola), Derek Lowe (infermiere).

## La nave fantasma
- Titolo originale: Red Sky at Morning
- Diretto da: Cliff Bole
- Scritto da: Laurence Andries

### Trama
A Sea Pines, nel Massachusetts, una donna vede una nave fantasma nel porto e, più tardi quella notte, annega misteriosamente nella propria doccia. Sam e Dean interrogano la zia della donna, Gertrude, che sa della nave fantasma e chiede loro se stanno lavorando con "Alex", che si rivela essere in realtà Bela. Quella notte si verificano altre morti e i fratelli si rendono conto che la nave è un presagio di morte legato allo spirito di un marinaio impiccato per tradimento. La mano del marinaio è stata trasformata in una Mano della Gloria e Bela suggerisce di distruggerlo per fermare la nave fantasma. Utilizzando i biglietti forniti da Gertrude, il trio partecipa a un sontuoso party al Museo Marittimo locale, dove Bela ruba la mano, per poi sgattaiolare via per venderla a un cliente, che era il suo obiettivo da sempre; la ragazza però vede la nave fantasma e si rivolge ai Winchester per chiedere aiuto. I tre conducono un rituale di evocazione sulla tomba del marinaio: lo spirito vendicativo si confronta con il capitano che ha ordinato la sua morte ed entrambi scompaiono.
- Supernatural Legend: Fantasmi
- Guest star: Lauren Cohan (Bela Talbot), Ellen Geer (Gertrude Case).
- Altri interpreti: Samantha Simmonds (Sheila Case), Tobias Slezak (Steve Warren), Robert Moloney (Peter Warren).
- Curiosità: durante il rito che Sam usa per evocare il fratello del fantasma, viene nominato l'angelo Castiel.

## La notte dei vampiri
- Titolo originale: Fresh Blood
- Diretto da: Kim Manners
- Scritto da: Sera Gamble

### Trama
Albany, Stato di New York. Sam e Dean interrogano la vampira Lucy e scoprono che un altro vampiro di nome Dixon l'ha trasformata aggiungendo al drink della ragazza il suo stesso sangue. I fratelli localizzano e affrontano Dixon, ma vengono interrotti da Gordon e Kubrick. Sam e Dean scappano, ma Dixon rapisce e trasforma Gordon. Quando i fratelli arrivano al nascondiglio di Dixon, scoprono che il vampiro Gordon è fuggito. Gordon torna da Kubrick, ma lo uccide per legittima difesa. Gordon in seguito chiama Sam e Dean, minacciando di uccidere una giovane donna se i due non accettano di incontrarlo. Si dirigono sul posto e trovano la donna, ma Gordon usa uno stratagemma per separare i fratelli. La donna si rivela poi essere un vampiro trasformato da Gordon e mentre Dean è costretto a spararle con la Colt, Sam decapita Gordon con un filo spinato. I fratelli si fermano poi sul ciglio della strada per controllare un rumore sferragliante prodotto dall'Impala, e Dean inizia a insegnare a Sam come riparare l'auto poiché il suo tempo sta per scadere.
- Supernatural Legend: Vampiri
- Guest star: Sterling K. Brown (Gordon Walker), Lauren Cohan (Bela Talbot), Michael Massee (Kubrick), Matthew Humphreys (Dixon)
- Altri interpreti: Mercedes McNab (Lucy), Damon Johnson (vittima di Lucy).
- Musiche: Seven Minutes in Heaven (Dave Feldstein), Crazy Circles (Bad Company)
- Curiosità: l'episodio cita la serie Buffy l'ammazzavampiri con un locale notturno frequentato da vampiri e la ragazza vampirizzata (Lucy) è interpretata da Mercedes McNab che interpretava il vampiro Harmony.

## A very Supernatural Christmas
- Titolo originale: A Very Supernatural Christmas
- Diretto da: J. Miller Toby
- Scritto da: Jeremy Carver

### Trama
Quando un essere vestito da Babbo Natale inizia a uccidere le persone dopo averle trascinate su per il camino, i Winchester si dirigono a Ypsilanti, nel Michigan, per indagare. Sam nota che sopra i caminetti di entrambe le vittime ci sono le stesse ghirlande fatte di olmaria, un'erba spesso usata nei rituali pagani per attirare gli dei mediante un sacrificio umano. I fratelli rintracciano i creatori delle ghirlande, una coppia di divinità pagane che si atteggiano a famiglia perfetta. Sapendo che gli dei possono essere uccisi dal legno sempreverde, pugnalano gli dei a morte con i rami dell'albero di Natale. Durante l'episodio, i fratelli discutono di celebrare il Natale dopo aver saltato la tradizione per anni. Dean vuole festeggiare perché sarà la sua ultima possibilità, mentre Sam non lo fa per lo stesso motivo. Alla fine dell'episodio, Sam decora la loro stanza di motel con accessori natalizi.
- Supernatural Legend: Krampus, Divinità pagane, Hold Nickar
- Guest star: Ridge Canipe (il piccolo Dean), Colin Ford (il piccolo Sam), Spencer Garrett (Edward Carrigan), Marilyn Gann (Madge Carrigan).
- Altri interpreti: Don MacKay (nonno), Zak Ludwig (Stevie), Emily Holmes (signora Walsh), Dryden Dion (figlia della signora Walsh), Brandy Kopp (Elfo), Connor Christopher Levins (Jimmy Caldwell), Jennifer Copping (signora Caldwell), Victoria Bidewell (Molly Johnson).
- Musiche: 12 Days of Christmas , Jingle Bells, Silent Night, Deck the Halls, O Come All Ye Faithful, We Wish You a Merry Christmas, Have Yourself a Merry Little Christmas (Rosemary Clooney).

## Malleus maleficarum
- Titolo originale: Malleus Maleficarum
- Diretto da: Robert Singer
- Scritto da: Ben Edlund

### Trama
Sam e Dean indagano su una serie di morti legate alla stregoneria a Sturbridge, nel Massachusetts, e credono che il club del libro del quartiere sia in realtà una congrega di streghe. Ruby si presenta e li avverte che una potente forza sta controllando le streghe e che la forza probabilmente prenderà di mira Sam. Quando Dean viene attaccato magicamente, Sam insegue le streghe del club del libro con la Colt. Le tre donne negano di aver preso di mira Dean e affermano di aver usato la stregoneria solo per guadagno personale. Ruby salva Dean dall'incantesimo e Sam si rende conto che Tammi è il demone da cui Ruby lo ha avvertito. Quando Dean e Ruby si presentano, Tammi mette fuori combattimento Dean e rivela che Ruby ha venduto la sua anima a Tammi secoli prima e successivamente Dean uccide Tammi con il coltello di Ruby. Più tardi quella notte, Ruby ammette a Dean che non può salvarlo dal patto che ha stretto. Conferma che tutti i demoni una volta erano umani, ma che la loro umanità è stata strappata via all'Inferno, un destino che anche Dean alla fine subirà. Ruby chiede l'aiuto di Dean per preparare Sam per il futuro.
- Supernatural Legend: Demoni, streghe
- Guest star: Katie Cassidy (Ruby), Marisa Ramirez (Tammi Benton/demone), Erin Cahill (Elizabeth Higgins), Kristin Booth (Renee Van Allen).
- Altri interpreti: Robinne Fanfair (Janet Dutton), Jonathan Watton (Paul Dutton), Ken Tremblett (Ron), Rebecca Reichert (Amanda Burns).
- Musiche: Every Rose Has Its Thorn (Poison), I Put a Spell on You (Screamin' Jay Hawkins)

## La spirale dei sogni
- Titolo originale: Dream a Little Dream of Me
- Diretto da: Steve Boyum
- Scritto da: Sera Gamble e Cathryn Humphris

### Trama
Mentre Sam litiga con Dean sull'apparente mancanza di preoccupazione di quest'ultimo per il proprio destino, viene interrotto da una chiamata da un ospedale di Pittsburgh (Pennsylvania), durante la quale gli viene detto che Bobby è misteriosamente caduto in coma. I fratelli scoprono che Bobby è stato drogato con una pianta nota come "African Dream Root", che permette a una persona di entrare e manipolare i sogni degli altri. Sam e Dean si procurano la radice del sogno da Bela e salvano Bobby. Mentre sono sotto l'influenza della radice, i fratelli sono poi costretti a confrontarsi con i propri demoni interiori. Al risveglio, scoprono che Bela ha rubato loro la Colt. Mentre i fratelli si preparano a partire per darle la caccia, Dean ammette di non voler morire.
- Supernatural Legend: manipolazione dei sogni
- Guest star: Jim Beaver (Bobby Singer), Lauren Cohan (Bela Talbot), G. Michael Gray (Jeremy Frost), Cindy Sampson (Lisa Braeden).
- Altri interpreti: Martin Christopher (dottore), Elizabeth Marleau (Karen Singer), Adrian Formosa (padre di Jeremy), Myriam Sirois (Maya Sanders), Adrian Formosa (Henry Frost).
- Musiche: Long Train Runnin' (The Doobie Brothers), Dream a Little Dream of Me (Cass Elliot)

## Un martedì infernale
- Titolo originale: Mystery Spot
- Diretto da: Phil Sgriccia
- Scritto da: Jeremy Carver

### Trama
Sam si sveglia nella sua stanza di motel martedì mattina con Heat of the Moment di Asia che suona alla radio e trova Dean già sveglio e vestito. Durante la colazione, discutono della scomparsa di un uomo a Mystery Spot nella contea di Broward (Florida). Quella notte, nel cercare l'uomo scomparso, irrompono in un'attrazione di un Luna Park, ma vengono affrontati dal proprietario, che uccide Dean con il suo fucile. La mattina dopo, tutto riprende da capo: Dean è vivo, è ancora martedì e, dopo molti altri "martedì", Sam capisce che lui e Dean sono intrappolati in un loop temporale iniziato da un trickster, lo stesso dio pagano che i Winchester hanno incontrato in precedenza. Nei successivi 100 martedì, Dean continua a essere ucciso in vari modi nonostante i tentativi di Sam di evitarlo. Sam costringe il trickster a rompere il loop temporale e il giorno dopo, Dean viene ucciso in un tentativo di rapina. Con il loop temporale interrotto, Dean rimane morto e Sam diventa un cacciatore solitario nella sua ricerca dell'Ingannatore. Quando finalmente si incontrano di nuovo, Sam implora l'Ingannatore di riportare in vita Dean. L'Ingannatore dice a Sam che c'è stata una lezione per il loop temporale: Dean è la debolezza di Sam e non importa cosa Sam faccia per cercare di salvarlo, Dean è destinato a morire. Il trickster alla fine ripristina la linea temporale, nella quale i due fratelli si svegliano nel motel in cui alloggiano ed dove è finalmente mercoledì.
- Supernatural Legend: manipolazione spazio-temporale, Trickster
- Guest star: Jim Beaver (Bobby Singer), Richard Speight Jr. (Trickster).
- Altri interpreti: Denalda Williams (Doris), Andrew McIlroy (signor Carpiak), Lloyd Berry (signor Pickett), Dean Moen (Randy), David Abbott (giudice Meyers), Kasey Kieler (Cal).
- Musiche: Heat of the Moment (Asia), Back in Time (Huey Lewis and the News)

## Le leggi della guerra
- Titolo originale: Jus in Bello
- Diretto da: Phil Sgriccia
- Scritto da: Sera Gamble

### Trama
Bela fa arrestare Sam e Dean, con la conseguenza che i fratelli incontrano di nuovo l'agente dell'FBI Henriksen. Mentre attendono l'estradizione in una stazione dello sceriffo, combattono il personale delle forze dell'ordine che è stato posseduto dai demoni. Mentre i ragazzi, Henriksen e i sopravvissuti della stazione fortificano la stazione con sale e trappole diaboliche, un'orda di demoni prende il controllo della popolazione locale e circonda la stazione. Ruby li avverte che i demoni stanno ora seguendo Lilith, un nuovo potente leader che vuole Sam morto. Ruby propone un incantesimo per uccidere i demoni, ma Dean rifiuta l'offerta perché comporta il sacrificio sia di se stessa che di una segretaria, Nancy Fitzgerald, necessaria al rituale perché ancora vergine. Invece, permettono ai demoni di entrare, riproducendo una registrazione di un esorcismo attraverso il sistema di diffusione sonora. Poco dopo che i fratelli se ne sono andati, Lilith entra nella stazione travestita da bambina e distrugge l'edificio in un'esplosione di energia bianca, uccidendo tutti coloro che si trovano all'interno. Ruby dà a Sam e Dean alcuni amuleti per nascondersi dai demoni.
- Supernatural Legend: Demoni
- Guest star: Katie Cassidy (Ruby), Lauren Cohan (Bela Talbot), Charles Malik Whitfield (Agente Henricksen), Stoney Westmoreland (Sceriffo Melvin Dodd), Aimee Garcia (Nancy Fitzgerald), Peter DeLuise (Agente Steven Groves), Tyler McClendon (Agente Phil Amici).
- Altri interpreti: Rachel Pattee (Lilith), Kurt Evans (Agente Carl Reidy).

## Ghostfacers
- Titolo originale: Ghostfacers
- Diretto da: Phil Sgriccia
- Scritto da: Ben Edlund

### Trama
Ed, Harry, Maggie, Spruce e il nuovo arrivato Corbett sono i Ghostfacers, fanatici dell'occulto che documentano la loro caccia a ogni sorta di entità soprannaturale. Sam e Dean indagano sulla casa infestata di Morton ad Appleton, nel Wisconsin, e interrompono le riprese del reality show dei Ghostfacers, incontrando ancora una volta gli appassionati di soprannaturali Harry Spangler e Ed Zeddmore. Secondo la leggenda, lo spirito di Freeman Daggett ritorna ogni anno bisestile per portare nuove vittime in casa. I Winchester uniscono le forze con Spangler e Zeddmore e la loro troupe televisiva per mettere a tacere lo spirito di Daggett. Prima di partire il giorno successivo, Sam e Dean cancellano tutti i filmati di Ghostfacers con un elettromagnete.
- Supernatural Legend: Fantasmi
- Guest star: Travis Wester (Harry Spangler), A. J. Buckley (Ed Zeddmore), Brittany Ishibashi (Maggie Zeddmore), Dustin Milligan (Alan J. Corbett), Austin Basis (Kenny Spruce) John DeSantis (Freeman Daggett).
- Musiche: We're an American Band (Grand Funk Railroad), Hocus Pocus (Focus), It's My Party (Lesley Gore), Ghostfacers Theme Song

## Telefonate dall'aldilà
- Titolo originale: Long Distance Call
- Diretto da: Robert Singer
- Scritto da: Jeremy Carver

### Trama
Dopo aver ricevuto ripetute telefonate da una donna misteriosa, un uomo si spara alla testa. Il tecnico della compagnia telefonica Stewie Meyers rivela che lo stesso numero ha chiamato dieci case in un periodo di due settimane. Le visite ad alcune di queste case rivelano che le persone hanno ricevuto chiamate da persone care morte. Dean riceve una chiamata da suo padre, che afferma che il demone che detiene il suo contratto è in città e in seguito gli dà la posizione. Sam deduce che si trovano di fronte a una corocotta, che ha convinto le persone a uccidersi in modo da poter divorare le loro anime e scopre che il manager della compagnia telefonica Clark Adams è in realtà l'entità soprannaturale a cui stanno dando la caccia. Adams chiama un altro uomo, fingendo di essere sua figlia morta e affermando che il suo assassino è nella casa in cui si trova Dean. Mentre Sam riesce a uccidere la corocotta, l'uomo attacca Dean ma viene sopraffatto e il ragazzo convince l'uomo di non essere l'assassino di sua figlia.
- Supernatural Legend: Corocotta
- Guest star: Jeffrey Dean Morgan (John Winchester), Anjul Nigam (Stewie Meyers), Cherilyn Wilson (Lanie Greenfield).
- Altri interpreti: John Shaw (Ben Waters), Dawson Dunbar (Simon Greenfield), Ingrid Torrance (signora Waters), Eric Breker (agente Clark), David Neale (signor Greenfield), Anna Mae Wills (guida del museo).

## La formula dell'immortalità
- Titolo originale: Time Is on My Side
- Diretto da: Charles Beeson
- Scritto da: Sera Gamble

### Trama
Durante un caso a Erie (Pennsylvania), Sam e Dean vengono a sapere di un medico locale, il dottor Benton, che ha abbandonato il suo lavoro nel 1816 per seguire la sua ossessione di trovare la chiave della vita eterna. Durante l'intervento chirurgico, Benton drogava le persone e raccoglieva i loro organi interni per sostituire i propri. Sam vuole usare la ricerca di Benton per trovare un modo per prolungare la vita di Dean. Sam salva una donna vittima del dottor Benton ancora in vita, rubando il suo diario di ricerca del segreto per allungare la vita. I metodi di sopravvivenza di Benton sono puramente scientifici e quindi non sono di alcuna utilità per salvare Dean. Benton rapisce Sam e cerca di cavargli gli occhi, ma Dean lo ferma e i fratelli seppelliscono vivo il dottor Benton.
Intanto, Bela ha stretto un patto demoniaco: da bambina era vittima degli abusi sessuali da parte del padre, che agiva con la connivenza della madre, e ha fatto in modo che i suoi genitori venissero uccisi, ereditando così la loro ricchezza; cerca di uscirne provando a uccidere Sam con la Colt. Dopo aver fallito, rivela che Lilith detiene tutti gli accordi; se Dean la uccide, potrebbe essere in grado di spezzare il suo. Alla fine, il tempo di Bela scade e viene uccisa dai segugi infernali.
- Supernatural Legend: Demoni
- Guest star: Jim Beaver (Bobby Singer), Lauren Cohan (Bela Talbot), Billy Drago (dottor Benton), Steven Williams (Rufus Turner), Tiera Skovbye (Bela da bambina), Peter Birkenhead (signor Giggles), Adrian Holmes (demone).
- Altri interpreti: Marilyn Norry (infermiera), Terence Kelly (dottore), Roan Curtis (demone degli incroci)

## Non c'è pace per il maligno
- Titolo originale: No Rest for the Wicked
- Diretto da: Kim Manners
- Scritto da: Eric Kripke

### Trama
Mancano solo 30 ore alla scadenza del contratto di Dean e Bobby rintraccia Lilith a New Harmony, nell'Indiana. Ruby afferma che Lilith ha la guardia abbassata e le abilità psichiche dormienti di Sam possono facilmente ucciderla. Il trio scopre che Lilith possiede una giovane ragazza e che terrorizza la sua famiglia. A casa della ragazza, Sam la trova addormentata e si prepara a colpire, ma Dean rivela che Lilith non è più dentro di lei. Mentre si avvicina la mezzanotte, Dean si rende conto che Lilith ha preso il controllo dell'ospite di Ruby. Affermando di aver mandato Ruby "molto, molto lontano", Lilith immobilizza i fratelli, mentre il suo segugio infernale sbrana Dean a morte. Lilith poi colpisce Sam con l'energia bianca della sua mano. Inorridita nel vedere che non ha alcun effetto, fugge dal suo ospite prima che Sam possa vendicarsi. Un devastato Sam culla Dean, la cui anima viene mostrata all'Inferno, appesa a un vasto paesaggio di catene e ganci da carne.
- Supernatural Legend: Demoni
- Guest star: Jim Beaver (Bobby Singer), Katie Cassidy (Ruby), Sierra McCormick (Zoey/Lilith), George Coe (Pat Fremont), Jonathan Potts (Jimmy Fremont), Anna Galvin (Barbara Fremont)
- Altri interpreti: Peter Hanlon (Tom).
- Musiche: Carry on Wayward Son (Kansas), Wanted Dead or Alive (Jon Bon Jovi)